# Lara Pampín
Lara Pampín Beltrame née le 3 mai 1995, est une joueuse de hockey sur gazon espagnole. Elle évolue au poste de  défenseure au SPV Compultense et avec l'équipe nationale espagnole.

## Carrière
Elle a fait ses débuts avec l'équipe nationale en 2017.

## Palmarès
- : 1re aux finales des Hockey Series 2018-2019[3].